# Monte Bachicabo
El monte Bachicabo es una importante cumbre de la sierra de Árcena, en la parte alavesa de los montes Obarenes, especialmente visible y reconocible por encontrarse en la zona de entrada al desfiladero de Sobrón desde el oeste. En este sentido, es una montaña muy representativa del paisaje de Lantarón y Valdegovía, siendo también claramente divisable desde el valle de Miranda de Ebro y desde el propio puente de Carlos III de esta ciudad. Recibe su nombre del pueblo de Bachicabo, uno de sus puntos de acceso y situado justo a sus pies.

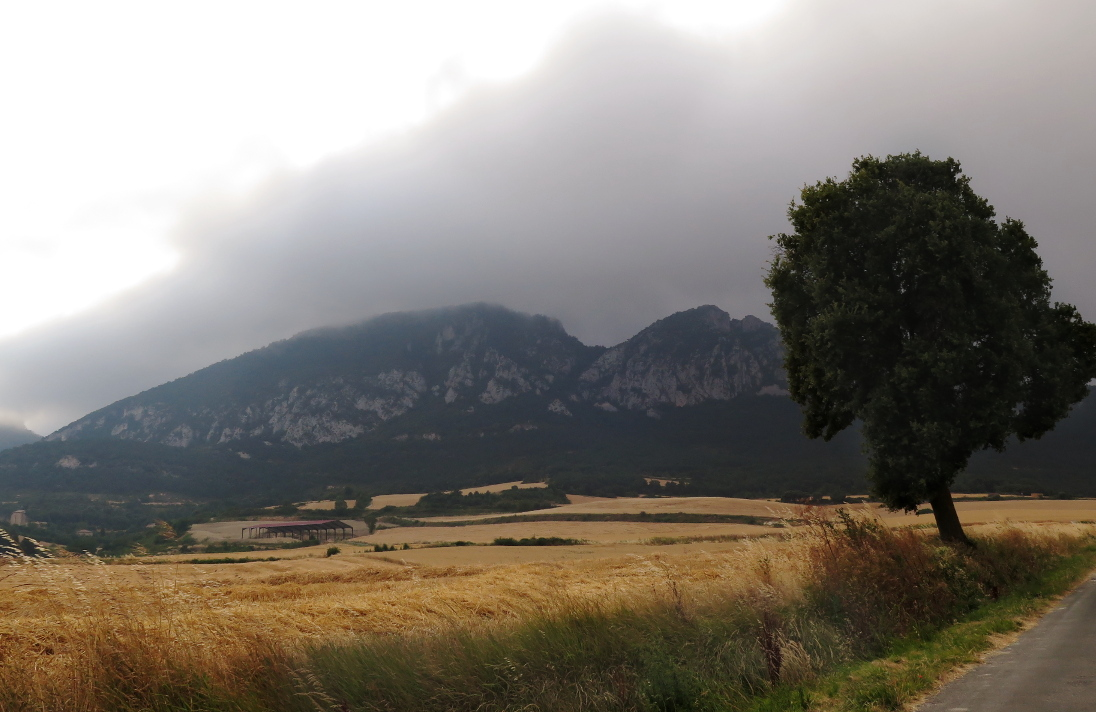
Vista del monte Bachicabo desde la carretera de acceso al pueblo

## Altitud real
Su altitud oficial según el Instituto Geográfico Nacional de España es de 1200 m s. n. m. en los mapas publicados y 1251 según las últimas mediciones del año 2012, aunque en otras fuentes y la propia información del municipio de Valdegovía se identifica con un valor menor.

## Descripción general
La subida al Bachicabo se hace por frondosos y ricos bosques de encinas, pinares, quejigos y hayedo, con algunos claros y zonas de cumbre que permiten ver gran parte de los montes Vascos (entre ellos el monte Gorbea), Valdegovía, parte del valle de San Zadornil, todo el valle del Ebro entre Álava y Burgos en la zona de Miranda de Ebro, así como otros picos de los montes Obarenes, como el Cueto y el Humión, en torno al desfiladero de Sobrón. En sus laderas son numerosas las especies de setas, siendo muy abundante el cantarelo, y entre la fauna es un espacio notablemente rico en corzos y jabalíes.

## Rutas de ascenso
Se puede subir a este pico desde varias vertientes, siendo lo más habitual hacerlo desde el pueblo de Barrio o desde el de Bachicabo, aunque también se puede hacer desde Sobrón.